# Muisne
Muisne je pobřežní město na jihozápadě provincie Esmeraldas v severozápadním Ekvádoru, s populací 5 574 (2022).
Město se nachází poblíž epicentra zemětřesení v roce 2016.

## Geografie
Město se nachází na severním cípu malého pobřežního ostrova  Isla de Muisne v zátoce Ensenada de Mompiche. Kanál ústí řeky Muisne mezi pevninou a východní stranou ostrova křižují hlavně malé motorové čluny.
Na západní straně ostrova se nachází pláž, která přitahuje místní i zahraniční turisty.